# برایانت دانستن
برایانت دانستن (انگلیسی: Bryant Dunston؛ زادهٔ ۲۸ مهٔ ۱۹۸۶) بازیکن بسکتبال اهل ارمنستان-ایالات متحده آمریکا است.
از باشگاه‌هایی که در آن بازی کرده‌است می‌توان به باشگاه بسکتبال المپیاکوس اشاره کرد.
وی در مسابقات کشوری و بین‌المللی در مجموع برندهٔ ۱ مدال طلا شده‌است.
وی عضو تیم ملی بسکتبال ارمنستان است